# رابرت بیلینگهام
رابرت بیلینگهام (انگلیسی: Robert Billingham; ۱۰ دسامبر ۱۹۵۷ – ۳۰ مارس ۲۰۱۴) ورزشکار اهل ایالات متحده آمریکا بود.
وی در مسابقات کشوری و بین‌المللی در مجموع برندهٔ ۱ مدال نقره شده‌است.